# Resolutie 542 Veiligheidsraad Verenigde Naties
Resolutie 542 van de Veiligheidsraad van de Verenigde Naties werd unaniem aangenomen op 23 november 1983. De resolutie vroeg de strijdende partijen in het noorden van Libanon, waar een burgeroorlog woedde, om een staakt-het-vuren.

## Achtergrond
In 1975 begon in Libanon een burgeroorlog tussen de christenen en de moslims in het land, die nog tot 1990 zou duren. Ook de Palestijnse Bevrijdingsorganisatie ging meevechten met de moslims. Buurland Syrië kwam tussenbeide om te voorkomen dat een van beide partijen zou winnen, wat voor Syrië ongunstig zou zijn geweest. In 1983 belegerde Syrië de stad Tripoli in het noorden van Libanon om er de PLO te verjagen.

## Inhoud
De Veiligheidsraad:
- Heeft de situatie in Noord-Libanon overwogen.
- Herinnert aan de verklaring van zijn voorzitter.
- Is erg bezorgd om de uitbreiding van de gevechten die veel lijden en doden veroorzaken.

1. Betreurt de doden door de gebeurtenissen in Noord-Libanon.
2. Herhaalt zijn oproep om de soevereiniteit, onafhankelijkheid en territoriale integriteit van Libanon strikt te respecteren.
3. Vraagt de betrokken partijen onmiddellijk een staakt-het-vuren te aanvaarden en de vijandelijkheden te stoppen.
4. Nodigt de partijen uit om hun geschil vreedzaam op te lossen.
5. Huldigt het werk van de VN-hulporganisatie voor Palestijnse Vluchtelingen in het Nabije Oosten (UNRWA) en het Internationale Rode Kruis voor het bieden van noodhulp aan Palestijnse- en Libanese burgers in Tripoli en omgeving.
6. Roept de betrokken partijen op om deze resolutie na te leven.
7. Vraagt de secretaris-generaal de situatie op de voet te volgen, te consulteren met de Libanese overheid en te rapporteren aan de Veiligheidsraad, die op de hoogte blijft.

## Verwante resoluties
- Resolutie 536 Veiligheidsraad Verenigde Naties
- Resolutie 538 Veiligheidsraad Verenigde Naties
- Resolutie 543 Veiligheidsraad Verenigde Naties
- Resolutie 549 Veiligheidsraad Verenigde Naties

Lijst ·  529 ·  530 ·  531 ·  532 ·  533 ·  534 ·  535 ·  536 ·  537 ·  538 ·  539 ·  540 ·  541 ·  542 ·  543 ·  544 ·  545